# Новая Прага (Варшава)
Новая Прага (пол. Nowa Praga) — микрорайон в центре дзельницы Прага Пулноц в Варшаве на восточном берегу реки Висла. Расположен на востоке от Торговой и Ягеллонской улиц и на севере от Виленского вокзала и Петербурго-Варшавской железной дороги. Границы микрорайона проходят на западе по реке Висла, на юге по Аллее Солидарности, на востоке и севере по железнодорожной линии со станциями Варшава-Гданьская — Ольшинка Гроховская — Легионово.

## История
Территория современных зоопарка и Пражского парка входила в юридику Голедзинув и до 1791 года являлась частью города Праги, центр которого находился на Ратушной улице с Ратушей и церковью Лоретанской Богоматери Лорето, построенной в 1643 году. Территория микрорайона претерпела большие изменения после оккупации Праги протестантами-шведами в XVII веке, штурма Праги российской армией под командованием Александра Суворова в XVIII веке и во время наполеоновских войн XIX века. От застройки XVII века сохранилась только церковь Лоретанской Богоматери.
В первой половине XIX века здесь был построен форт Сливицкий. Во второй половине того же века, после строительства Александровского моста и железной дороги, стоимость земли в Праге значительно увеличилась. Здесь были построены многочисленные промышленные предприятия, в том числе гигантский Варшавский сталелитейный завод на Стальной улице, один из крупнейших в Российской империи.
Во время Второй Речи Посполитой в районах Новой Парги, прилегающих к Висле, бывших базах российской армии, были созданы зоопарк и Пражский парк с летним театром. После Второй мировой войны, в 1944—1946 годах, между улицей 11 ноября и Насмысловской улицей находилась тюрьма советского НКВД и польского Министерства общественной безопасности. Здесь содержались противники коммунистического режима. Ныне репрессированным полякам поставлен памятник на Намысловской улице. С 1948 по 1964 года в Новой Праге были построены кварталы Прага I, II и III.

## Достопримечательности
- Варшавский зоопарк.
- Пражский парк.
- Собор Святой Марии Магдалины.
- Церковь Лоретанской Богоматери.
- Особняк Конопацкого.
- Институт теле- и радиовещания.
- Круг Стефана Вышинского.
- Холерное кладбище.